# Metro de Montevideo
Metro de Montevideo es una serie de televisión uruguaya producida por Cholo Films y To Je To, basada en el libro homónimo de Marco Caltieri publicado en 2011. Estrenada el 5 de octubre de 2021 por TV Ciudad, y el 11 del mismo mes por Canal 5, está protagonizada por Carlos "Bananita" González, Jimena Márquez,Jimena Vázquez y Tabaré Rivero.
Con el formato de falso documental, la serie se trata de una ucronía, en la que se sigue la vida de la empresa a cargo del sistema de metro montevideano, construido en la década de los noventa.

## Premisa
Con motivo del vigésimo quinto aniversario del inicio de operaciones del sistema de transporte subterráneo de la ciudad de Montevideo, el jefe de relaciones públicas de la Corporación Metro de Montevideo, que administra los túneles y trenes, decide realizar un video institucional, con entrevistas al personal gerencial.

## Elenco y personajes
- Carlos "Bananita" González como Estero Bellaco, el fundador de la compañía, y al mismo tiempo, su presidente y director ejecutivo, un self-made man que ha vivido en varios países.[5]
- Jimena Márquez como Gladys González de Peloche, la secretaria del Ingeniero Bellaco, y quien lo modera, teniendo gran poder en la compañía.[5]
- Fernando Vilar como él mismo, un periodista de renombre que tiene un programa en la televisión y en la radio, y que entrevista de manera recurrente a Estero Bellaco.[5]
- Martín Larrosa como Walter Idiarte, el director de relaciones públicas del Metro de Montevideo y responsable del documental que se está rodando.[5]
- Maxi González como Wilmar Cabanillas, el director de recursos humanos, que siempre está atento a las necesidades de Estero Bellaco.[5]
- Jimena Vázquez como Cecilia Poncio, la locutora oficial del metro.[5]
- Leonor Chavarría como Meredith Galvalisi, la diseñadora gráfica responsable de los afiches y señalizaciones del metro.[5]
- Alejandro García como Artigas Campisteguy, el encargado de la seguridad del metro.[5]
- Diógenes Esp̟ósito, el director de la sección de objetos perdidos.[5]
- Tabaré Rivero como Tabaré, el jefe de talleres del metro.[5]
- Pedro Dalton y Marcelo Fernández como los hermanos Dalton, los operarios del taller.[5]
- Eladio Flores, el publicitario cabecera de Estero Bellaco.[5]
- Luis Pazos como Marcel Ornstein, presidente de la Asociación de Pasajeros y un enemigo de Estero Bellaco.

## Producción

### Desarrollo
La serie surge del libro Metro de Montevideo, escrito por el publicista y realizador audiovisual Marco Caltieri, y que se trataba de un libro "institucional" ficticio de la empresa administradora del sistema de transporte subterráneo de la capital uruguaya. La adaptación resultó ganadora de la tercera edición de SeriesUy, un premio impulsado por el Ministerio de Educación y Cultura y la Intendencia de Montevideo para la ficción nacional; la producción recibió un fondo de UYU 5 millones para la financiación, así como el derecho de transmisión en los medios públicos.

### Rodaje
La fotografía de la serie se realizó en dos etapasː la primera se desarrolló en noviembre de 2020, mientras que la segunda, entre febrero y marzo de 2021, ambas bajo protocolos para evitar la propagación del SARS-CoV-2.